# Irina Fetisova
Irina Andreievna Fetisova (em russo:Ирина Андреевна Фетисова ; Valladolid 7 de setembro de 1994) é uma voleibolista russa. Joga na posição de central e atualmente defende as cores do Dínamo Moscou. É filha do jogador de basquete Andrei Fetisov.

## Clubes
| Clube                 | De        | A         |
| --------------------- | --------- | --------- |
| Leningradka-2         | 2009-2010 | 2010-2011 |
| Zaretchie Odintsovo-2 | 2011-2012 | 2011-2012 |
| Zaretchie Odintsovo   | 2012-2013 | 2014-2015 |
| Dinamo Moscou         | 2015-2016 | …         |

## Conquistas

### Seleção
- 2015  Campeonato Europeu 2015
- 2015  Grand Prix 2015
- 2014  Montreux 2014
- 2014  Grand Prix 2014

### Clubes
- 2014  Challenge Cup
- 2015/16 , 2016/17 e 2017/18  Campeonato Russo

## Prêmios Individuais
- Grand Prix 2014 -2ª Central[2]